# Falco – Verdammt, wir leben noch!
Falco – Verdammt, wir leben noch! ist ein biographisches Filmdrama aus dem Jahr 2007, das am 7. Februar 2008 in die österreichischen Kinos kam. Es handelt vom Leben des Johann „Hans“ Hölzel, besser bekannt als Falco. Das Drehbuch stammt vom österreichischen Regisseur Thomas Roth. Der Filmtitel Verdammt wir leben noch bezieht sich auf einen Song sowie ein posthum erschienenes Album des Musikers.

## Handlung
Der Film handelt von Falcos Leben von der Kindheit in Wien bis zu seinem Tod in der Dominikanischen Republik 1998. Er schildert Falcos Werdegang von seinem Beginn bei der Hallucination Company, seinem zwischenzeitlichen Erfolg bei der Band Drahdiwaberl bis zu seinem Einzel-Durchbruch im Musikgeschäft. Außerdem zeigt er Falcos Privatleben mit Frauen, Familie und Drogensucht.
Der Film beginnt am 6. Februar 1998, Falcos Todestag. Auf einem Parkplatz in der dominikanischen Republik steht ein Geländewagen, aus dem laute Musik tönt. Die Kellnerin einer Bar nahe dem Parkplatz beobachtet das Auto und wundert sich, wer bei dieser Hitze freiwillig in der prallen Sonne stehen bleibt. In dem Wagen sitzt Falco, der betrunken und high sein neues Album Out of the Dark anhört.
Zeitsprung in das Wien der frühen 1960er Jahre: Der kleine Hans Hölzel beeindruckt bei einer Schulaufführung mit seinem musikalischen Können. Seine aufopferungsvolle Mutter erlaubt ihm Radio zu hören und ermutigt ihn zum Üben, erwartet aber auch, dass er sich primär auf die Schule konzentriert. Eines Tages lernt Hans Billy Filanowski kennen, der sein bester Freund wird. Zusammen schwänzen sie die Schule und gehen ins Kino (so sehen sie unter anderem Mozart, was Hans sehr beeindruckt) oder lernen das Wiener Rotlichtviertel kennen. Seine Mutter ist nicht begeistert, als sie von der Schule erfährt, dass ihr Sohn ständig schwänzt. Daraufhin erklärt er ihr, dass er Popstar werden will, Schulbildung wäre dafür nicht vonnöten. Als kurz darauf Hans’ Vater Alois die Familie verlässt, wächst das ohnehin starke Band zwischen Hans und seiner Mutter noch weiter.
Einige Jahre später ist Hans als Bassist in einigen Bands aktiv, unter anderem bei Drahdiwaberl und der Hallucination Company. Bandleiter Stefan Weber gibt ihm die Gelegenheit auch selber zu singen. So trägt Hans, nun erstmals als Falco angekündigt, bei einem Auftritt in den Sophiensälen sein Lied Ganz Wien vor. Der Musikproduzent Markus Spiegel erkennt das Potenzial in dem jungen Künstler und nimmt ihn umgehend unter Vertrag. Die daraufhin entstandenen Lieder „Der Kommissar“ und „Ganz Wien“ finden bei den Wiener Rundfunkanstalten jedoch keinen Anklang, da ihnen die Texte zu unverständlich und heikel sind.
Spiegel vermittelt Falco an den deutschen Manager Horst Bork, der diese neue Art der Musik sehr wohlwollend aufnimmt und es schafft, dass Falcos Lieder von den dortigen Radiosendern gespielt werden. Im Zuge der Neuen Deutschen Welle wird „Der Kommissar“ ein riesiger Erfolg und auch das Album Einzelhaft verkauft sich gut und erreicht hohe Chartpositionen. Falco tourt ausgiebig durch Europa und verfällt dabei Alkohol und anderen Drogen. Als Billy ihn besucht, offenbart Falco ihm, dass ihm Ideen für Liedtexte fehlen, da er bereits alle seine Gefühle auf seiner ersten Platte verarbeitet hat. Das folgende Album Junge Roemer wird von der Presse bereits im Vorfeld hoch gelobt, der kommerzielle Erfolg bleibt aber aus.
Spiegel und Bork kommen zu dem Schluss, dass es einen künstlerischen Wechsel geben muss. Statt Robert Ponger beauftragen sie Bolland & Bolland mit der Produktion des neuen Albums. Falco ist von der Idee zunächst nicht begeistert, da er Angst hat, bei einem erneuten Misserfolg ein ewiges One-Hit-Wonder zu bleiben, und nicht glaubt, dass „zwei abgehalfterte Kinderstars“ Lieder für ihn schreiben könnten. Nach viel Überzeugungsarbeit von Bork nimmt Falco schließlich die Single Rock Me Amadeus auf, die auf Anhieb ein Erfolg ist. Die folgende Arbeit am Album Falco 3 gestaltet sich als äußerst schwierig, da Falco sich sehr exzentrisch gibt und ständig betrunken ist, sodass Bork auch hier wieder schlichten muss. Nach einem Konzert in Graz lernt Falco in einem Club die verheiratete Jacky kennen, mit der er eine Affäre beginnt und die bald seinetwegen ihren Mann verlässt. Zusammen ziehen sie in eine Wohnung nach Wien.
Für großes Aufsehen sorgt das ebenfalls auf Falco 3 erschienene Lied Jeanny, das in den Medien als Beschönigung einer Entführung und Vergewaltigung verstanden wird, gleichzeitig aber Platz 1 der Charts einnimmt. Zudem erreicht „Rock Me Amadeus“ den ersten Platz der Billboard-Charts, als erster und bislang einziger deutschsprachiger Song überhaupt. Dieser Erfolg betrübt Falco jedoch, da er nun den Höhepunkt seiner Karriere erreicht sieht und somit seiner Ansicht nach nur noch der tiefe Fall folgen kann. Seine internationale Popularität hält jedoch zunächst an, es folgen Tourneen durch Nordamerika und Asien. Darunter leidet aber vor allem sein familiäres Leben; Frau Jacky und die neugeborene Tochter sehen sich vernachlässigt, ebenso Falcos Mutter.
Falco verfällt immer mehr dem Alkohol und anderen Drogen. Jacky verlässt ihn mehrfach und kommt oft zu ihm zurück. Bald stellt sich heraus, dass die Tochter gar nicht Falcos leibliches Kind ist. Auch die Alben können nicht an frühere Erfolge anknüpfen. Zum Donauinselfest 1993 erscheint Falco stark alkoholisiert, durch die Hilfe eines Arztes kann er jedoch einen umjubelten Auftritt auf die Bühne bringen. Um von seinem bisherigen Leben Abstand zu nehmen, kauft sich Falco eine Villa in der dominikanischen Republik. Hier arbeitet er an einem neuen Album und kann Mitte der 1990er Jahre auch wieder einige Erfolge verbuchen. Seinen 40. Geburtstag feiert Falco mit vielen alten Weggefährten und präsentiert dort auch neues Liedgut. Die Veröffentlichung seines Albums Out of the Dark erlebt Falco nicht mehr mit: Am 6. Februar 1998 verlässt Falco mit seinem Geländewagen den Parkplatz einer Bar und wird von einem Reisebus erfasst.
Den eigentlichen Zusammenstoß sieht man nicht. Der Film endet mit dem Lied Out of the Dark, währenddessen werden Informationen über das weitere Leben der Personen gegeben.

## Hintergrund
Im Jahr 2006 wurde bereits die Produktion des Streifens zum Anlass des 8. Todestages Falcos angekündigt. Ende desselben Jahres konkretisierte sich der Darstellerstab. Anfangs im Gespräch für die Hauptrolle war Robert Stadlober, der sich jedoch mit dem Produzenten uneinig war. Mitte 2007 wurde Mondscheiner-Sänger Manuel Rubey bei einer Pressekonferenz als Darsteller Falcos vorgestellt.
Weiters präsentiert wurde dessen Band als Hallucination Company. Eine weitere Musikgruppe, Excuse Me Moses, ist als Falcos Band Drahdiwaberl zu sehen.
Während des Jeanny-Videos wird auch der Kommentar von Heute-journal-Sprecher Dieter Kronzucker wiedergegeben, in welchem Kronzucker das Lied kritisiert. Tagesschau-Sprecher Wilhelm Wieben ist in derselben Szene (wie im Original) ebenfalls zu sehen und berichtet in den Fernsehnachrichten vom Verschwinden Jeannys.
Nach den Dreharbeiten zum Film ließ Manuel Rubey sich seinen Kopf kahl scheren, um von der „intensiven Zeit als Falco“ loszulassen.
Der Film startete am 7. Februar 2008, einen Tag nach dem 10. Todestag Falcos, in Österreich. Der Film erreichte rasch mehr Besucher als der eine Woche zuvor im Vorfeld der Oscar-Verleihungen in Österreich wieder neu gestartete Film Die Fälscher, fiel aber nach dessen Oscar-Prämierung nach langem, zähen Ringen um den Rang des erfolgreichsten österreichischen Films des Jahres wieder dahinter zurück. Letztendlich erreichte Falco 154.677 Besucher und war somit der 15.-erfolgreichste österreichische Film seit Beginn der lückenlosen Zählung 1981.
Der österreichische Verleiher des Films, die Constantin Film-Holding, erhielt im März 2009 das Austrian Ticket 2008 (Nachfolge des Österreichischen Filmpreises), das ab 2008 an jeden österreichischen Film vergeben wird, der über 75.000 Besucher in den österreichischen Kinos erreicht hat.

## Produktion
Die Dreharbeiten zum Film fanden im Sommer/Herbst 2007 in Österreich (Wien), den Niederlanden, USA und in der Dominikanischen Republik statt.
Im Film wurden Originalkostüme verwendet. Einer von Falcos Anzügen kam in Puerto Plata abhanden und tauchte nicht mehr auf.
Der Film startete am 7. Februar 2008 in den österreichischen und am 5. Juni 2008 in den deutschen Kinos.
In Österreich erhielt der Film das Prädikat „Wertvoll“.

## Soundtrack
Nahezu alle im Film auftauchenden Lieder sang Manuel Rubey selbst ein. Die Songliste erstreckt sich über Falcos gesamte Schaffensphase. Von seinen Anfängen bei Drahdiwaberl bis zu seinem letzten Album waren folgende Lieder vertreten:
1. America
2. Der Kommissar
3. Rock Me Amadeus
4. Nachtflug
5. Ganz Wien
6. Auf Der Flucht
7. Helden Von Heute
8. Out of the Dark
9. Verdammt Wir Leben Noch
10. Jeanny
11. Junge Roemer
12. Emotional
13. Vienna Calling
14. Coming Home (Jeanny Part 2)

(Die Aufreihung entspricht der Titelliste des veröffentlichten Soundtracks und stimmt nicht mit der tatsächlichen Abfolge innerhalb des Films oder der chronologischen Reihenfolge überein.)
Für den Film wurden sowohl einige Musikvideos (z. B. Jeanny oder Rock Me Amadeus), als auch Live-Auftritte (z. B. America oder Vienna Calling) mit Rubey sehr detailgetreu nachgedreht. Einige der Lieder sind auch nur aus dem Off zu hören (z. B. Out Of The Dark oder Nachtflug).
Das Lied „Mutter, Der Mann Mit Dem Koks Ist Da“ wird im Film zwar als Video mit Rubey gezeigt, erschien jedoch nicht auf dem Soundtrack. Die ebenfalls von Rubey gesungenen Nummern „Nur Mit Dir“, „Egoist“ und „Hoch Wie Nie“ sind im Film zwar zu hören, schafften es jedoch ebenfalls nicht auf den endgültigen Soundtrack.
Neben diesen Liedern kommen auch andere Stücke vor. Das Lied, welches Drahdiwaberl während ihrer Proben spielen, ist „Mad Cat Sadie“ (welches im Original mit Hölzel am Bass auf dem Album Psychoterror veröffentlicht wurde). Bei dem Lied, das der junge Hans während der Schulaufführung am Flügel spielt, handelt es sich um An der schönen blauen Donau von Johann Strauss.

## Kritiken
„Sehr schmerzhaft: Wie sich Regisseur Roth den Alltag und die Gespräche unter Musikern vorstellt. Besonders schmerzhaft: Sunnyi Melles als Wiener Hure. Extrem schmerzhaft – nein, irre komisch: Grace Jones als Unfallzeugin mit lächerlichen Zuckungen. So wie in diesem Film sah Falco und sieht die Popmusik einfach nicht aus.“

„Diese Pop-Tragödie, aber auch dieses Leben, in dem ja alles perfektes Rührstück ist, vom entflohenen Vater bis hin zur falschen Vaterschaft – was für eine Vorlage! Thomas Roth ist daran gescheitert. Das wäre nicht so schlimm, sein Held war ein großer Meister des Scheiterns und konnte daraus noch ein wunderbares Spektakel machen. Aber Roth ist unspektakulär gescheitert.“

„Dass er sich dem Naturalismus verweigert, ist Thomas Roth in Österreich, wo der Film zum zehnten Todestag ins Kino kam, vorgeworfen worden, und man kann an den Reaktionen darauf ganz gut erkennen, wie sehr Falco immer noch die Gemüter seiner Fans zu erhitzen vermag, an dem Furor, mit dem sie den Film verteidigen. Eine Biographie, die nicht das Leben imitiert, ist ein seltenes Vergnügen. Kino besteht nicht nur aus Naturalismus. Die Fahrten durch die Räume eines Falco-Museums, in dem er theatralisch seine Frau anbrüllt, lässt Raum für jenen Teil, den man nicht visualisieren kann. Und vielleicht die richtige Art, einen zu beschreiben, der nur aus Inszenierung bestand.“